# Lištička pomerančová
Lištička pomerančová (Hygrophoropsis aurantiaca) je druh houby z čeledi lištičkovité (Hygrophoropsidaceae).

## Znaky
Průměr tenkého, plstnatého klobouku dosahuje 2–10 cm. Okraje má klobouk podvinuté. Zpočátku je polokulovitý, postupně nabývá nálevkovitého tvaru. Pokožka je hladká, žlutooranžová až sytě oranžová (okraje klobouku jsou vždy světlejší než jeho zbytek), jemně sametová.
Lupeny, rovněž žlutooranžové, jsou u okrajů rozvětvené, na klobouku hustě uspořádané, u třeně sbíhavé, mohou být zvlněné.
Výtrusný prach je bílý.
Třeň má stejnou barvu jako klobouk, je dutý, 2–5 cm dlouhý, na povrchu hladký, válcovitý, směrem k bázi se lehce ztenčuje, u starších plodnic báze tmavne.
Dužnina je měkká, pružná, bleděoranžová, chuťově lehce trpká.

## Užití
Je to jedlá houba, pro riziko žaludečních potíží by se však neměla konzumovat ve větších dávkách.

## Ekologie
Od srpna do listopadu roste houba poměrně hojně ve smíšených, raději však ve výše položených, jehličnatých lesích, na vlhkém jehličí a trouchnivějícím dřevě. Ze stromů preferuje modříny. Často roste ve skupinkách.

## Rozšíření
Výskyt druhu byl popsán v oblastech Evropy, Severní a Jižní Ameriky, Nového Zélandu, Koreje, Japonska, Tuniska a Kamerunu.

## Galerie

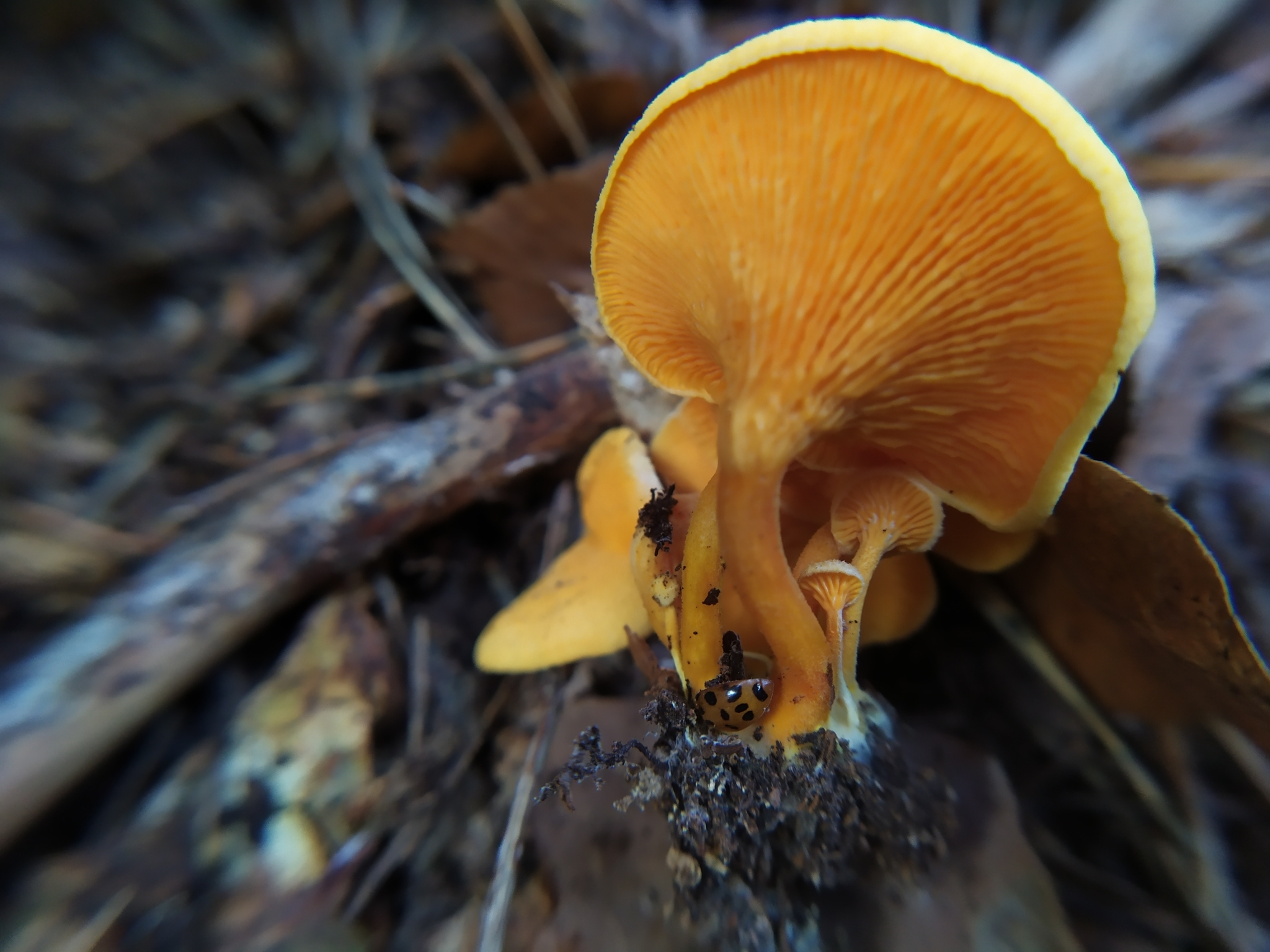
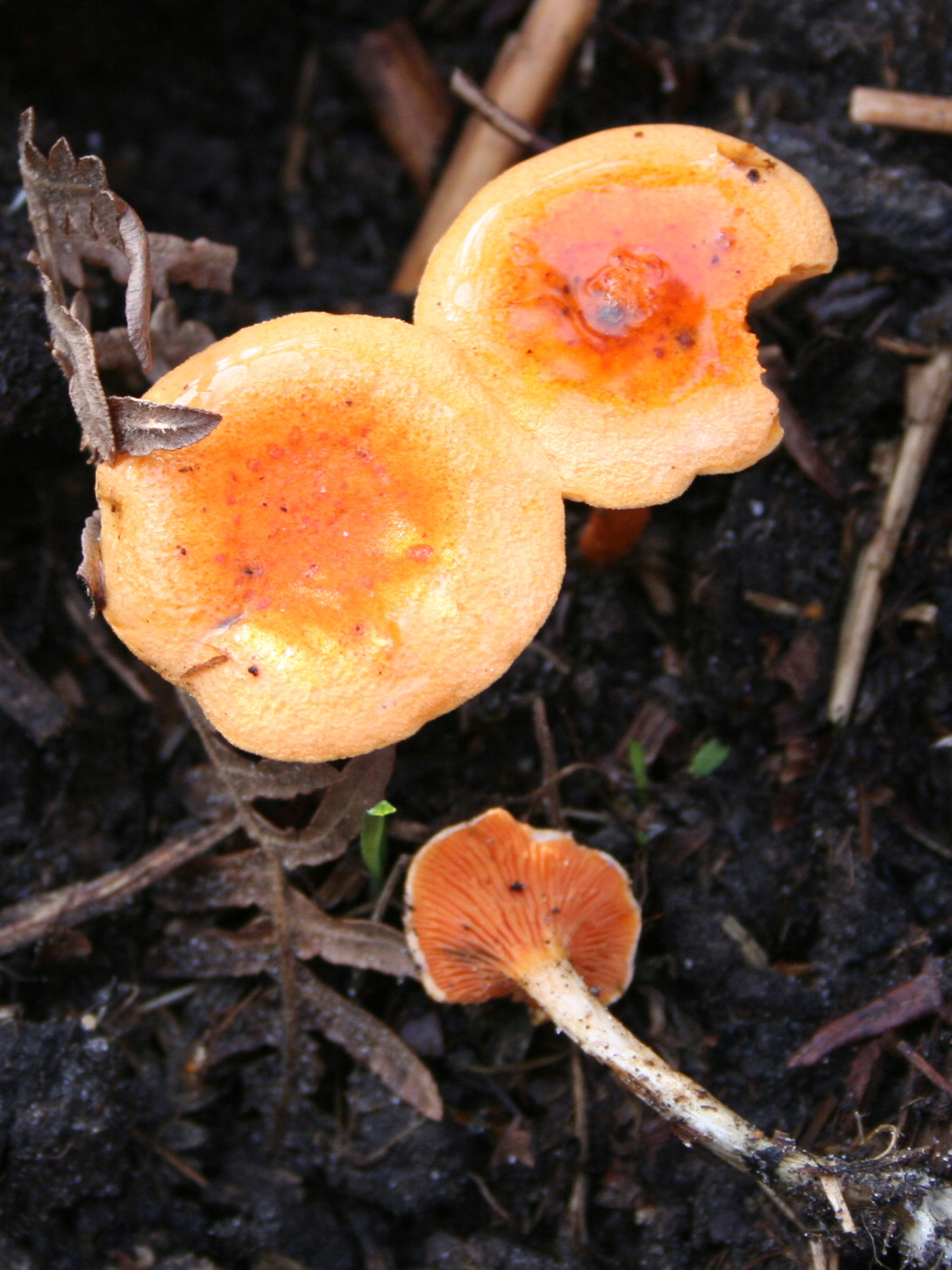
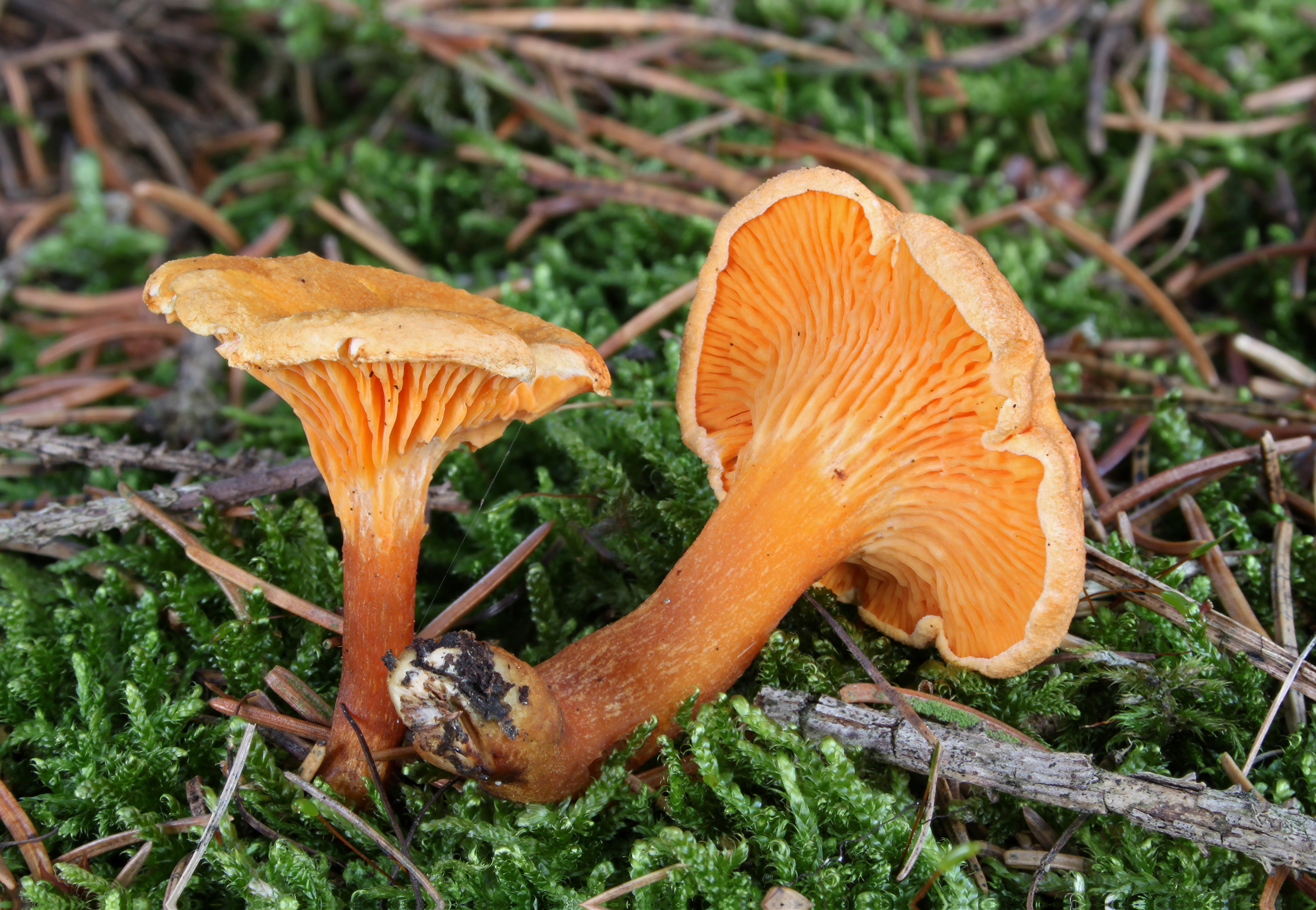
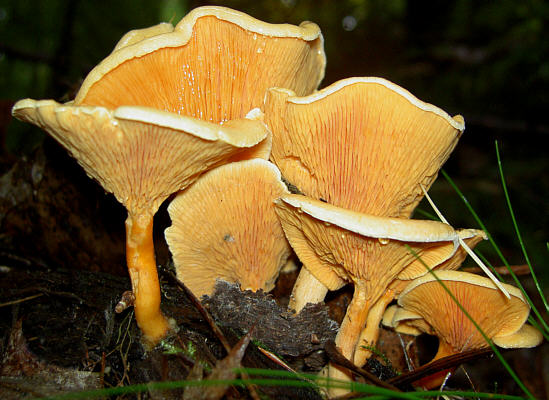

## Možnost záměny
- liška obecná (Cantharellus cibarius)
- liška Friesova (Cantharellus friesii)

(U obou druhů jsou místo lupenů přítomné lišty.)
- lištička bledá (Hygrophoropsis pallida)
- lištička rezavá (Hygrophoropsis rufa)